# Alejo Sarco
Alejo Uriel Sarco (* 6. Januar 2006 in Alberti, Provinz Buenos Aires) ist ein argentinisch-italienischer Fußballspieler. Er stammt aus der Jugend des CA Vélez Sarsfield und steht seit Januar 2025 beim deutschen Bundesligisten Bayer 04 Leverkusen unter Vertrag.

## Karriere
Alejo Sarco begann in der Jugend des CA Vélez Sarsfield mit dem Fußballspielen. Erstmals Teil der ersten Mannschaft wurde er im März 2024, als er im argentinischen Ligapokal zu ersten Einsätzen im Profifußball kam. Bis Anfang Juni 2024 kam er wiederkehrend zu Spieleinsätzen. Noch im selben Monat entschied der Verein, dass Sarco nicht mehr für den Hauptstadtklub auflaufen oder dem Profikader angehören solle. Sarco hatte nach Vereinsangaben zuerst Verhandlungen um eine Verlängerung seines Ende 2024 auslaufenden Vertrages um zwei Jahre mit dem Verein geführt, diese aber mehrfach verzögert und schließlich abgebrochen. Der Vereinsvorstand habe sich vom Verhalten seines Spielers und dessen Beraters betrogen gefühlt. Der Kicker berichtete im Juli 2024 davon, dass Sarco in dieser Zeit von europäischen Vereinen umworben worden sei. Im September 2024 berichtete das Magazin, dass CA Vélez Sarsfield unter anderem auch ein Angebot des amtierenden deutschen Meisters Bayer 04 Leverkusen für einen vorzeitigen Wechsel Sarcos nach Leverkusen abgelehnt habe, der nach Zahlung einer sechsstelligen Euro-Ablösesumme den Spieler vorzeitig nach Deutschland habe holen wollen, um ihn einerseits zum 1. Januar 2025 zu verpflichten und andererseits noch im laufenden Jahr bei sich trainieren zu lassen. Der CA Vélez Sarsfield wurde in der Saison 2024 Meister; Sarco kam in vier Spielen als Einwechselspieler zum Einsatz, jedoch nach der Suspendierung durch den Verein im Juni nicht mehr.
Der Wechsel Sarcos zu Bayer 04 erfolgte am 2. Januar 2025. Er unterschrieb bei den Rheinländern einen Vertrag mit einer Laufzeit bis Mitte 2029. Auf einen Einsatz in der ersten Mannschaft wartend, kam Sarco mehrere Male in der U19 der Leverkusener zum Einsatz. Dies ist ihm mit seinem italienischen Pass möglich, der es ihm als EU-Ausländer erlaubt, in der Jugend eines deutschen Vereins Pflichtspiele zu bestreiten.